# Essigsäureisopropylester
Essigsäureisopropylester ist eine chemische Verbindung aus der Gruppe der Carbonsäureester. Es ist eine farblose, leichtentzündliche und flüchtige Flüssigkeit.

## Vorkommen

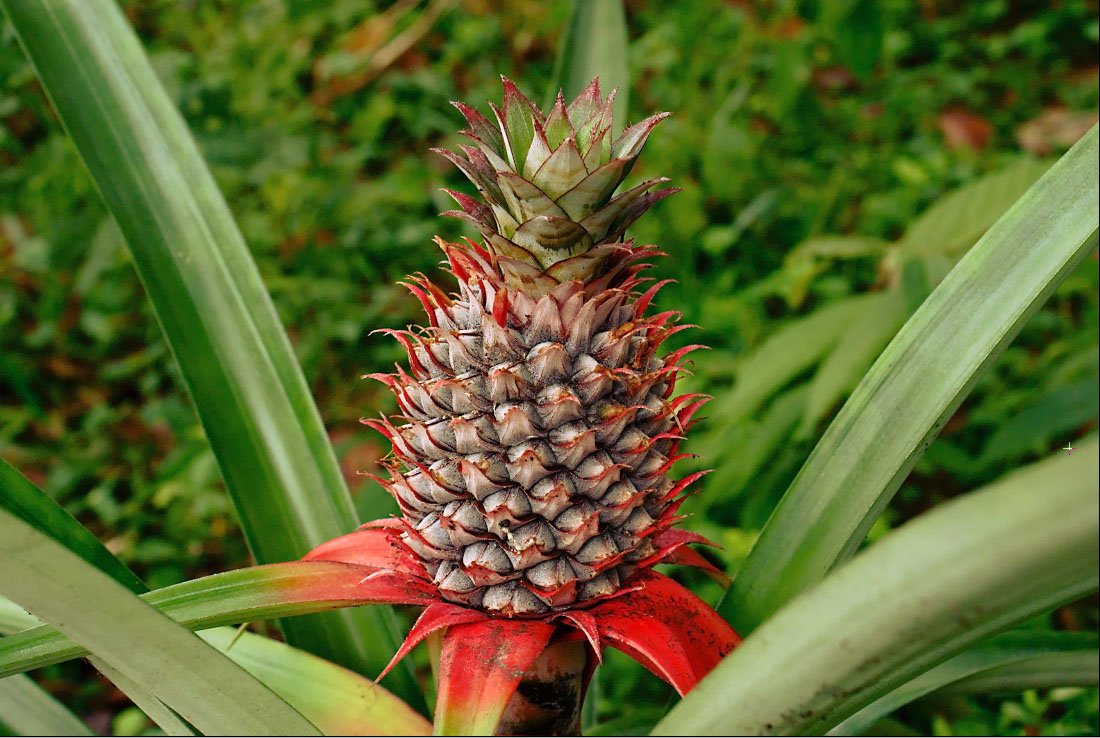
Ananas

Isopropylacetat kommt in Erdbeeren, Ananas und Zuckermelonen vor, außerdem in Honig, Wein und der Trüffelart Tuber indicum.

## Gewinnung und Darstellung
Die technische Herstellung von Isopropylacetat erfolgt durch Veresterung von Essigsäure mit Isopropanol bei Temperaturen von 60–80 °C an stark sauren Kationenaustauschern als Katalysator.
Die Reaktion wird in einem Festbettreaktor durchgeführt.
Im Labor bzw. kleinerem Maßstab verwendet man gelegentlich auch Schwefelsäure oder p-Toluolsulfonsäure als Katalysator.

## Eigenschaften
Essigsäureisopropylester hat verdünnt einen obstartigen, konzentriert jedoch einen stechenden Geruch. An feuchter Luft hydrolysiert Essigsäureisopropylester langsam, wobei Essigsäure frei wird. Bei Einwirkung von Licht und bei Temperaturen oberhalb von 430 °C zersetzt sie sich.

## Verwendung
Isopropylacetat ist eines der wichtigsten Lösungsmittel in der Druckindustrie und wird gelegentlich auch in kosmetischen Produkten eingesetzt. In der EU ist es unter der FL-Nummer 09.003 als Aromastoff für Lebensmittel allgemein zugelassen.
Wegen des guten Lösevermögens wird Essigsäureisopropylester als Lösungsmittel in Beschichtungsstoffen für Metalle, Holz usw. auf der Bindemittelbasis von Cellulosenitrat, Polyacrylat, Epoxiden oder Polyurethan verwendet. Seine Siedetemperatur liegt zwischen der von Ethylacetat und Butylacetat, daher ist dieses Lösemittel auch in Druckfarben, nicht nur in Beschichtungsstoffen, interessant: Für Tiefdruckfarben und Flexodruckfarben, insbesondere unter Verwendung von Cellulosenitraten und Polyacrylaten oder Kombinationen dieser beiden Bindemittel. Weitere Verwendung von Isopropylacetat für Lederlacke, in der Klebstoff- und Verpackungsindustrie (zur Beschichtung von Papier und Folien mit Lacken auf Basis von Cellulosenitrat und deren Modifikation), für Kabelbeschichtungen mit Ethylcellulose- bzw. Celluloseacetatbutyrat-Harzen sowie als selektives Lösemittel für die Extraktion von Antibiotika, Herbiziden und Pestiziden.

## Sicherheitshinweise
Die Dämpfe von Essigsäureisopropylester bilden mit Luft ein explosionsfähiges Gemisch (Flammpunkt 2 °C, Zündtemperatur 425 °C).